# Santa Prisca (församling)
Santa Prisca är en församling i Roms stift.
Till församlingen Santa Prisca hör följande kyrkobyggnader:
- Santa Prisca
- Sant'Anselmo all'Aventino
- Santa Maria in Cosmedin
- Santa Sabina all'Aventino
- Santi Bonifacio ed Alessio all'Aventino
- San Vincenzo de' Paoli all'Aventino
- Santa Maria del Priorato